# 友邦九龍金融中心
友邦九龍金融中心（英語：AIA Financial Centre）是香港一座商業大廈，位於新蒲崗太子道東712號，樓高28層，於2009年落成。

## 历史
友邦九龍金融中心在落成時的原名是國際商貿中心，其後才易名為友邦九龍金融中心。2014年6月，陽光房地產基金提出以19.6億港元向恆基兆業收購友邦九龍金融中心。有關交易在股東會被否決。

## 外部連結
- 友邦九龍金融中心網頁（页面存档备份，存于）